# روگرو سالار
روگرو سالار (انگلیسی: Ruggero Salar; ۴ اکتبر ۱۹۱۸ – ۱۰ ژوئن ۱۹۹۶) بازیکن فوتبال اهل ایتالیا بود.
از باشگاه‌هایی که در آن بازی کرده‌است می‌توان به باشگاه فوتبال تریستیانا، باشگاه فوتبال آ.اس. رم، و باشگاه فوتبال ونتزیا اشاره کرد.